# Txijí
Txijí (en rus: Чижи) és un poble de l'óblast de Volgograd, a Rússia, segons el cens del 2010 tenia 36 habitants. Pertany al districte de Jírnovsk.